# Raymond Abner
Raymond Abner (El Cairo, Egipto, 8 de mayo de 1924 - París, 1999) fue un pintor francés.
Desde 1972 vivió y trabajó en su estudio del número 33 de la rue des Favorites, la misma calle del XV Distrito de París donde vivió Samuel Beckett durante muchos años.